# Cot Geudong
Cot Geudong är en kulle i Indonesien.   Den ligger i provinsen Aceh, i den västra delen av landet, 1 800 km nordväst om huvudstaden Jakarta. Toppen på Cot Geudong är 164 meter över havet.
Terrängen runt Cot Geudong är kuperad västerut, men österut är den platt.Runt Cot Geudong är det ganska tätbefolkat, med 96 invånare per kvadratkilometer. Närmaste större samhälle är Sigli, 16,3 km öster om Cot Geudong. I omgivningarna runt Cot Geudong växer i huvudsak städsegrön lövskog.